# Ченчераяха
Ченчераяха (устар. Ченчера-Яха) — река в России, протекает по Ямало-Ненецкому АО. Устье реки находится в 77 км по левому берегу реки Танлова. Длина реки составляет 51 км. Образуется слиянием рек Нгарка-Ченчераяха и Нюдя-Ченчераяха.

## Данные водного реестра
По данным государственного водного реестра России относится к Нижнеобскому бассейновому округу, водохозяйственный участок реки — Надым, речной подбассейн реки — подбассейн отсутствует. Речной бассейн реки — Надым.
Код объекта в государственном водном реестре — 15030000112115300048689.